# Erigeron divergens
Espèce
Erigeron divergens, la Vergerette divergente, est une espèce de plantes à fleurs de la famille des Asteraceae, originaire d'Amérique du Nord.

## Description morphologique

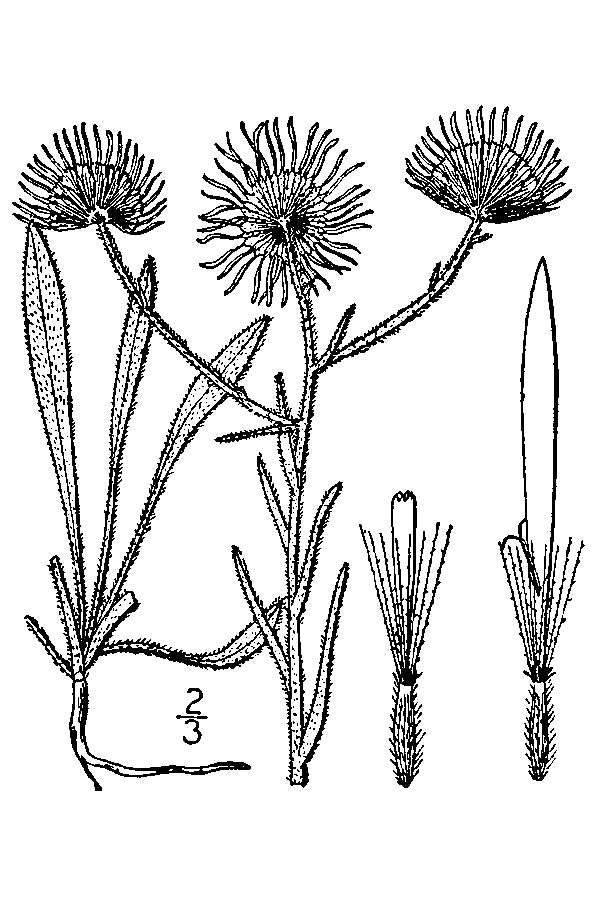
Planche descriptive d’Erigeron divergens.

### Appareil végétatif
Cette plante herbacée de 10 à 70 cm de hauteur a des tiges plusieurs fois ramifiées. Elle est couverte de courts poils grisâtres, hérissés. Les feuilles de la base, disposées en touffe, sont lancéolées et fuselées côté tige ; elles mesurent de 1,3 à 2,5 cm de long. Les feuilles situées plus haut sur les tiges sont un peu plus petites.

### Appareil reproducteur

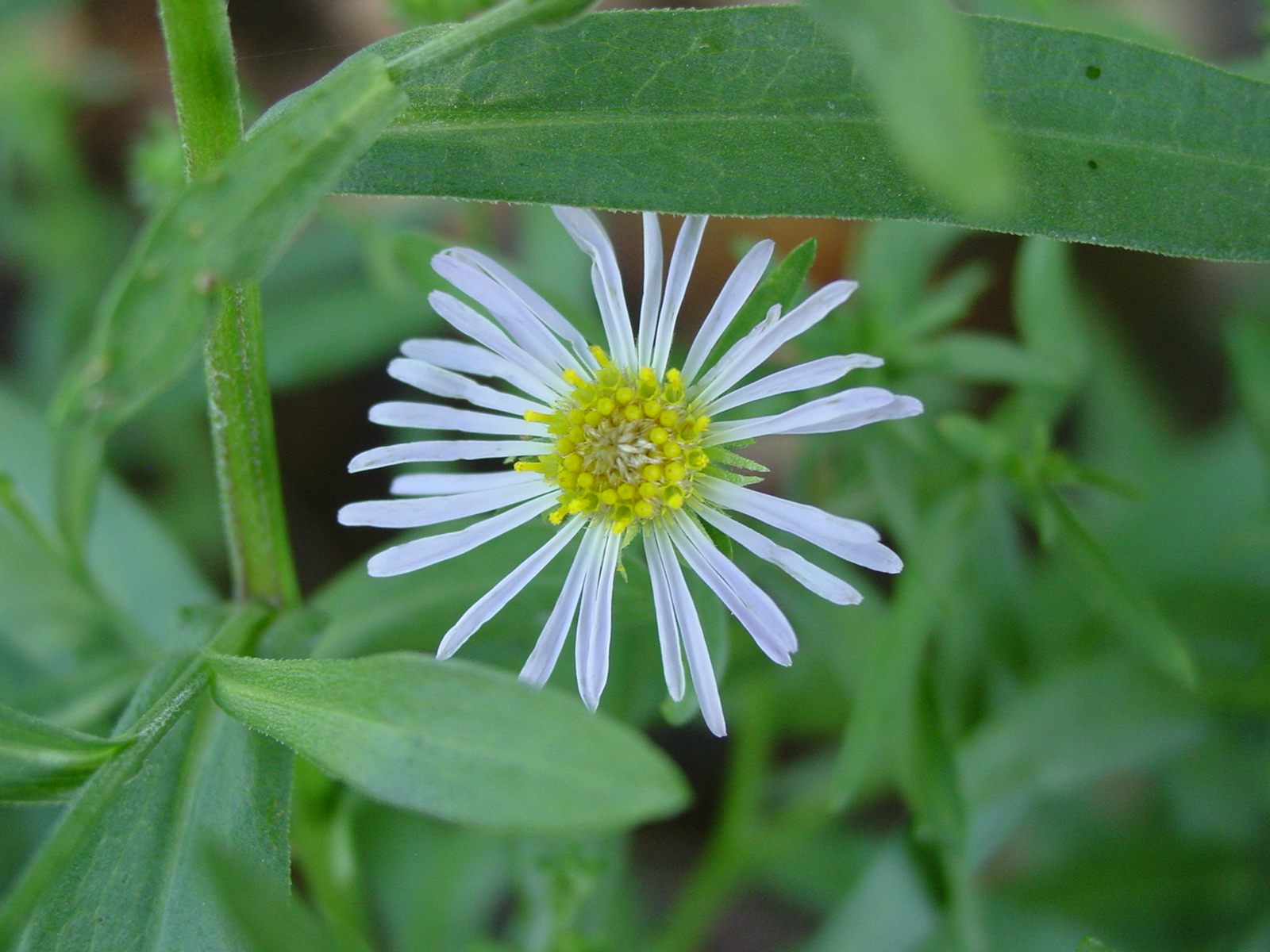
Détail d'un capitule d’Erigeron divergens.

La floraison a lieu d'avril à septembre. L'inflorescence est un capitule qui apparait à l'extrémité de chaque tige florale. Chaque capitule est précédé d'un involucre constitué de bractées très étroites, alignées côte à côte et ne se chevauchant pas.
Le capitule en lui-même mesure environ 2,5 cm de diamètre. Il est constitué de fleurons ligulés de 6 à 10 mm de long, nombreux et très étroits, de couleur blanche parfois légèrement teinté de rose ou de couleur lavande (voir photo ci-contre). Au centre, des fleurons tubulaires jaunes forme le cœur du capitule.
Les fruits sont des akènes prolongés par de nombreux poils raides très fins et très fragiles.

## Répartition et habitat
Erigeron divergens pousse dans les zones dégagées et sablonneuses des déserts et plaines, mais aussi dans les vallées ou au pied des collines.
Son aire de répartition couvre une partie de l'ouest du continent nord-américain. On trouve en effet cette espèce du sud de la Colombie-Britannique, au Canada, jusqu'au Mexique. Son aire de répartition s'étend à l'ouest jusqu'au états américains du Montana, du Colorado et du Texas.

## Taxonomie

### Liste des taxons de rang inférieur
Liste des variétés selon GBIF (23 mai 2021) :
- Erigeron divergens var. typicus Cronquist

### Synonymes
Erigeron divergens a pour synonymes :
- Erigeron accedens Greene
- Erigeron divaricatus Nutt.
- Erigeron divergens f. divergens
- Erigeron divergens f. incomptus (A.Gray) Cronquist
- Erigeron divergens var. divergens
- Erigeron incomptus A.Gray
- Erigeron olo-mexicanus A.Nelson
- Erigeron ramosus subsp. ramosus
- Erigeron ramosus var. ramosus
- Erigeron solisaltator G.L.Nesom